# Hermandad Republicana Irlandesa
La Hermandad Republicana Irlandesa (IRB; en irlandés: Bráithreachas na Poblachta) era una organización secreta irlandesa cuyo fin último era la de establecer en Irlanda "una República independiente y democrática". La IRB jugó un papel decisivo en la lucha armada por la independencia de Irlanda en el siglo XIX y principios del XX.

## La IRB en elsigloXIX
En 1858, James Stephens, Thomas Clarke, John O'Leary y Charles Kickham fundaron en Dublín la "Hermandad Republicana Irlandesa" como organización secreta que debía combatir la ocupación Británica y movilizar a los irlandeses para independizar Irlanda. Paralelamente, se creó al mismo tiempo una rama americana de la IRB en Estados Unidos bajo el nombre de "Hermandad Feniana" con John Mahony a la cabeza, que debía recolectar, recaudar fondos en América entre la numerosa diáspora irlandesa para la causa independentista irlandesa. Tradicionalmente se denomina a los miembros de estas dos hermandades, Fenianos.
En 1863, Stephens empezó a publicar el periódico republicano Irish People, pero dos años más tarde el diario fue prohibido por el ocupante británico. Esta suspensión se inscribía en una dura campaña de represión, por parte del gobierno británico, contra los nacionalistas irlandeses (detenciones masivas, penas de trabajos forzosos, deportaciones, suspensión del habeas corpus en Irlanda). En respuesta, la IRB decidió adoptar la lucha armada para alcanzar sus objetivos, y en 1867 se inició una oleada de atentados en la llamada Rebelión Feniana (ataques a cárceles en Londres y Mánchester). Sin embargo, la Rebelión Feniana fracasó y la IRB entró en una franca decadencia, estando la mayoría de sus miembros detenidos o exiliados.
En 1882, La IRB volvió a la actividad cuando una fracción extremista "los Invencibles" (Dosháraithe Náisiúnta na hÉireann en gaélico) asesinó al Jefe de Secretaría de Irlanda, Lord Frederick Cavendish. Tras estos hechos, la IRB volvió a su letargo y no resurgió hasta inicios del siglo XX.

## La IRB en elsigloXX
Tras el atentado de 1882, la IRB fue duramente perseguida por la policía Británica, y no es hasta principios del siglo XX, hacia 1910, que de mano de Tom Clarke la organización vuelve a desempeñar un papel importante en Irlanda. El Consejo militar de la IRB es el encargado de organizar y liderar el Alzamiento de Pascua de abril de 1916. Tras el fracaso del Alzamiento, los principales dirigentes de la IRB son detenidos: Tom Clarke, Sean MacDermott y Patrick Pearse son ejecutados.
Tras la depuración de la cúpula dirigente de la IRB por parte de los británicos, Michael Collins asume el mando de la organización a partir de 1919. Bajo su liderazgo, la IRB jugó un papel destacado en la Guerra Anglo-Irlandesa (1919-1921) que terminó con el Tratado Anglo-Irlandés.
La guerra civil irlandesa (1922-1923) supuso la división de la hermandad en dos bandos enfrentados, por un lado los "protratado" (partidarios del Tratado Anglo-Irlandés que creaba el Estado Libre Irlandés) liderados por Michael Collins y por el otro, los "antitratado" con Ernie O'Malley a la cabeza. Tras la derrota de los antitratado, el nuevo presidente de la hermandad, Richard Mulcahy (hombre de confianza de Michael Collins, quien había sido asesinado por los antitratado) procedió a disolver la organización en 1924, considerando que los objetivos de esta ya se habían cumplido.

## Juramento de la IRB
Los miembros de la Hermandad debían prestar este juramento cuando entraban en la organización:
En el nombre de Dios, Yo ...., juro solemnemente que haré todo lo que sea posible en mis manos para establecer la independencia de irlanda y prometo fidelidad al Consejo Supremo de la Hermandad Republicana Irlandesa y al gobierno de la República Irlandesa. Obedeceré la constitución de la hermandad Republicana Irlandesa y a todos mis oficiales superiores así como protegeré los secretos inviolables de la organización.